# Pierre Niney
Pour les articles homonymes, voir Niney (homonymie).
Pierre Niney, né le 13 mars 1989 à Boulogne-Billancourt (Hauts-de-Seine), est un acteur, réalisateur, scénariste et humoriste français.
Il est pensionnaire de la Comédie-Française de 2010 à 2015.
En 2015, il reçoit le César du meilleur acteur pour sa prestation dans le film Yves Saint Laurent de Jalil Lespert.

## Biographie

### Enfance et formations
Pierre Niney naît le 13 mars 1989 à Boulogne-Billancourt, dans les Hauts-de-Seine. Il est fils de François Niney, professeur de cinéma documentaire à l'École normale supérieure et à la Fémis, et d'une mère qui écrit des manuels de loisirs créatifs.
Il grandit dans le 14e arrondissement de Paris, aux côtés de ses deux sœurs dont l'une est plus âgée que lui de cinq ans. Son père est en partie d'origine juive égyptienne et sa mère est catholique.
Il débute au théâtre à l'âge de onze ans. Il étudie au lycée Claude-Monet et, après un baccalauréat littéraire option théâtre, suit une formation avec la Compagnie Pandora pendant laquelle il travaille sur des mises en scène avec Brigitte Jaques-Wajeman et François Regnault. Il réalise une première année d'études avant d'être ensuite admis aux auditions de la classe libre du cours Florent où il étudie pendant deux ans.
En 2009, il entre au Conservatoire national supérieur d'art dramatique de Paris.

### Carrière
Pierre Niney intègre la troupe de la Comédie-Française, le 16 octobre 2010, alors qu'il n'a que vingt-et-un ans, ce qui fait de lui le plus jeune pensionnaire masculin de la troupe. C'est au théâtre qu'il fait ses premières armes en tant que comédien : il joue sous la direction de Julie Brochen à la Cartoucherie de Vincennes, Vladimir Pankov au Théâtre Meyerhold à Moscou, et Emmanuel Demarcy-Mota. Après plusieurs apparitions dans des téléfilms et courts-métrages diffusés à la télévision (Nicolas Klotz, etc.), il obtient plusieurs rôles au cinéma : on peut le voir dans LOL de Lisa Azuelos, dans L'Armée du Crime de Robert Guédiguian, sélectionné au Festival de Cannes 2009, et dans Les Émotifs anonymes aux côtés de Benoît Poelvoorde et Isabelle Carré.

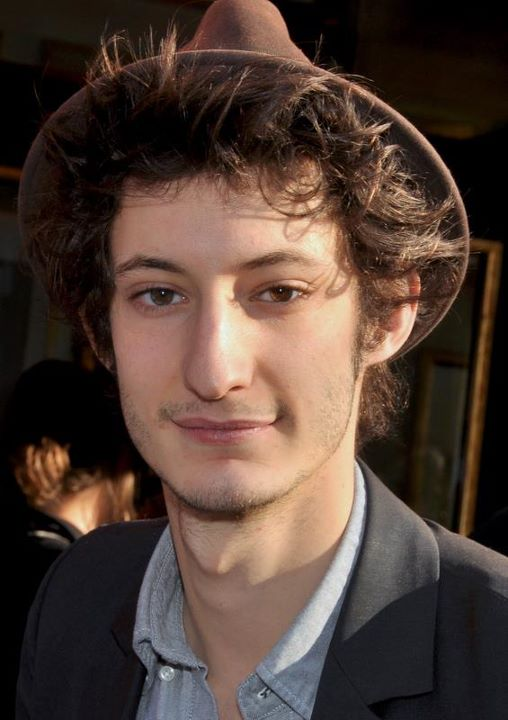
L'acteur en 2012.

En 2011, il obtient son premier rôle principal dans le film J'aime regarder les filles, où sa prestation lui vaut d'être nommé aux Césars 2012 comme meilleur espoir. Il est à nouveau nommé aux Césars 2013 pour son rôle dans Comme des frères d'Hugo Gélin. Toujours en 2013, il partage avec Virginie Efira la vedette de la comédie romantique 20 ans d'écart.
En 2014, il incarne le couturier Yves Saint Laurent dans le film homonyme de Jalil Lespert, où il donne la réplique à Guillaume Gallienne et Charlotte Le Bon. Ce rôle lui vaut notamment le prix Patrick-Dewaere, puis le César du meilleur acteur ; il devient à cette occasion l'acteur le plus jeune à avoir remporté ce prix. Il quitte par ailleurs la Comédie Française le 15 janvier 2015. La même année, il tient la vedette du thriller Un homme idéal, où il partage l'écran avec Ana Girardot.
En mars 2016 sort au cinéma le film Five d'Igor Gotesman, dont il est l'un des acteurs principaux. Lors de la promotion du film, Pierre Niney explique que son désir de jouer dans ce film réalisé par un ami et avec un casting d'amis était aussi celui d'un retour à la comédie, après deux films dont la préparation était lourde et chargée (Yves Saint Laurent et Un homme idéal). Toujours en 2016, il tient le rôle principal masculin dans Frantz, réalisé par François Ozon, et interprète Philippe Cousteau dans L'Odyssée, une biographie du commandant Cousteau.

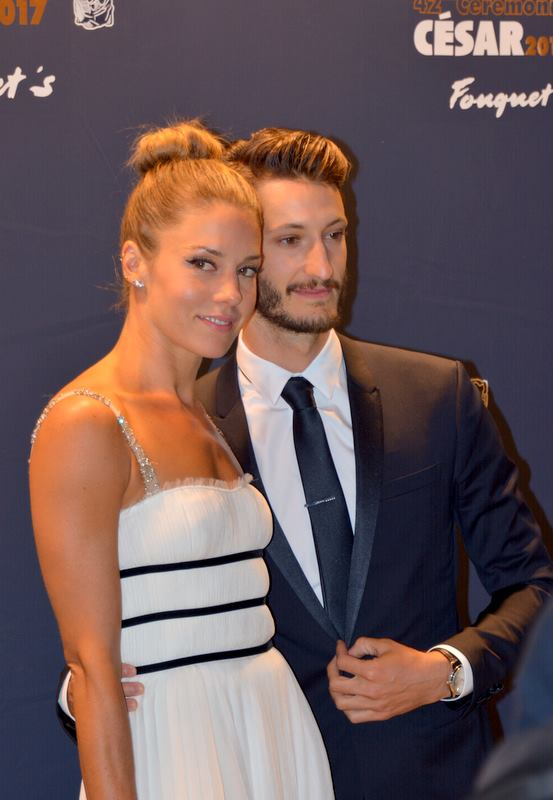
Pierre Niney et sa compagne Natasha Andrews, lors de la des César en 2017.

Entre autres préparations, il apprend l'allemand et le violon pour le film Frantz, et raconte avoir suivi tous les jours l'entraînement des sapeurs-pompiers pendant quatre mois et avoir pris neuf kilos de muscles pour son rôle dans Sauver ou Périr, un film de Frédéric Tellier (2018).
En octobre 2019, il rejoint Jean Dujardin dans le troisième opus d'OSS 117, intitulé OSS 117 : Alerte rouge en Afrique noire réalisé par Nicolas Bedos, sorti en 2021. La même année, il est au casting de Boîte noire de Yann Gozlan et Amants de Nicole Garcia.
En février 2023, la plateforme Netflix France annonce que Pierre Niney va retrouver Igor Gotesman dans la série comique Fiasco dans laquelle il interprète le rôle de Raphaël Valande. Par ailleurs, Pierre Niney co-crée et co-écrit cette série avec Igor Gotesman.
En 2024, il joue dans une nouvelle adaptation du roman d'Alexandre Dumas, Le Comte de Monte-Cristo dans le film du même nom, le film est un succès autant populaire que critique et dépasse les neufs millions d'entrées, et entre dans le Top 40 des plus gros succès français, ce qui est le plus gros succès de l'acteur.

### Vie privée
Pierre Niney est le compagnon de l'actrice et photographe australienne Natasha Andrews depuis 2008. Ils se sont rencontrés sur les bancs du Cours Florent. Ils ont ensemble deux filles nées en 2017 et en 2019.

## Box-office
Pierre Niney s'impose aujourd'hui comme l'un des acteurs les plus populaires et bankables du cinéma français contemporain,. Le tableau ci-dessous synthétise les films de l'acteur où il tient un rôle majeur, en excluant les voix-off et les apparitions. 
| Film                                   | Rôle           | Sortie en France | Entrées (France) |
| -------------------------------------- | -------------- | ---------------- | ---------------- |
| Le Comte de Monte-Cristo               | Rôle principal | 28/06/2024       | 9 382 216        |
| Le Livre des solutions                 | Rôle principal | 13/09/2023       | 455 239          |
| Mascarade                              | Rôle principal | 01/11/2022       | 856 156          |
| Goliath                                | Rôle principal | 09/03/2022       | 787 100          |
| Amants                                 | Rôle principal | 17/11/2021       | 252 599          |
| Boîte noire                            | Rôle principal | 08/09/2021       | 1 183 191        |
| OSS 117: Alerte rouge en Afrique noire | Rôle principal | 04/08/2021       | 1 619 109        |
| Deux moi                               | Second rôle    | 11/09/2019       | 646 443          |
| Sauver ou périr                        | Rôle principal | 28/11/2018       | 1 014 439        |
| La Promesse de l’aube                  | Rôle principal | 20/12/2017       | 1 053 288        |
| L'Odyssée                              | Second rôle    | 12/10/2016       | 1 252 489        |
| Frantz                                 | Rôle principal | 07/09/2016       | 637 625          |
| Five                                   | Rôle principal | 30/03/2016       | 722 274          |
| Un homme idéal                         | Rôle principal | 18/03/2015       | 667 261          |
| Yves Saint Laurent                     | Rôle principal | 08/01/2014       | 1 639 214        |
| 20 ans d’écart                         | Rôle principal | 06/03/2013       | 1 400 146        |
| Comme des frères                       | Rôle principal | 21/11/2012       | 333 636          |
| Les Neiges du Kilimandjaro             | Second rôle    | 16/11/2011       | 694 158          |
| J’aime regarder les filles             | Rôle principal | 20/07/2011       | 46 280           |
| Les Émotifs anonymes                   | Second rôle    | 22/12/2010       | 1 159 326        |
| L’Autre monde                          | Second rôle    | 14/07/2010       | 36 350           |
| L’Armée du crime                       | Second rôle    | 16/09/2009       | 428 961          |
| Total                                  | Total          | Total            | 26 267 500       |

## Filmographie

### En tant qu’acteur

#### Longs métrages

##### Années 2000
- 2008 : Nos 18 ans de Frédéric Berthe : Loïc
- 2009 : LOL de Lisa Azuelos : Julien
- 2009 : L'Armée du crime de Robert Guédiguian : Henri Keltekian

##### Années 2010
- 2010 : Réfractaire de Nicolas Steil : Armand
- 2010 : Les Émotifs anonymes de Jean-Pierre Améris : Ludo
- 2010 : L'Autre Monde de Gilles Marchand : Yann
- 2011 : Les Neiges du Kilimandjaro de Robert Guédiguian : Le serveur
- 2011 : J'aime regarder les filles de Frédéric Louf : Primo Bramsi
- 2012 : Comme des frères d'Hugo Gélin : Maxime
- 2013 : 20 ans d’écart de David Moreau : Balthazar Apfel
- 2014 : Yves Saint Laurent de Jalil Lespert : Yves Saint Laurent
- 2015 : Un homme idéal de Yann Gozlan : Mathieu Vasseur
- 2016 : Five d'Igor Gotesman : Samuel
- 2016 : Altamira d'Hugh Hudson : Paul Ratier
- 2016 : Frantz de François Ozon : Adrien Rivoire
- 2016 : L'Odyssée de Jérôme Salle : Philippe Cousteau
- 2017 : La Promesse de l'aube d'Éric Barbier : Romain Gary
- 2018 : Sauver ou périr de Frédéric Tellier : Franck Pasquier
- 2019 : Deux Moi de Cédric Klapisch : Mathieu « Disque dur » Bernard

##### Années 2020
- 2021 : OSS 117 : Alerte rouge en Afrique noire de Nicolas Bedos : Serge / OSS 1001
- 2021 : Boîte noire de Yann Gozlan : Mathieu Vasseur
- 2021 : Amants de Nicole Garcia : Simon
- 2022 : Goliath de Frédéric Tellier : Mathias
- 2022 : Mascarade de Nicolas Bedos : Adrien
- 2023 : Le Livre des solutions de Michel Gondry : Marc Becker
- 2024 : Le Comte de Monte-Cristo d'Alexandre de La Patellière et Matthieu Delaporte : Edmond Dantès[17] / le comte de Monte-Cristo / Lord Halifax
- 2026 : Gourou de Yann Gozlan : Mathieu Vasseur

#### Télévision
Séries télévisées
- 2012 : Very Bad Blagues
- 2013-2015 : Casting(s)
- 2020 : La Flamme : Dr Bruno Juiphe
- 2022 : Le Flambeau : Les aventuriers de Chupacabra : Dr Bruno Juiphe
- 2023 : LOL : qui rit, sort !
- 2024 : Fiasco : Raphaël Valande

Téléfilms
- 2006 : La Dame d'Izieu d'Alain Wermus : Théo Reis
- 2009 : Folie douce de Josée Dayan : Arnaud
- 2010 : Marion Mazzano de Marc Angelo : Yann Vérac
- 2010 : Les Diamants de la victoire de Vincent Monnet : Boivin de Bièvre

#### Clips
- 2016 : Nekfeu - Reuf
- 2019 : Angèle - Balance ton quoi

#### Doublage
Long métrage
- 2008 : La Vague : Jens (Tim Oliver Schultz (de))

Films d'animation
- 2015 : Vice-versa : Peur[18]
- 2017 : La Passion Van Gogh : Armand Roulin[19]
- 2018 : Cro Man : Doug[20]
- 2019 : Toy Story 4 : Fourchette[21]
- 2022 : Les Bad Guys : M. Loup[22]
- 2024 : Vice-versa 2 : Peur[21],[23]
- 2024 : Maya, donne-moi un titre de Michel Gondry : le père (voix originale)

### En tant que réalisateur et scénariste

#### Courts métrages
- 2013 : Pour le rôle
- 2014 : La Nuit de Pierre Niney (écrit avec Igor Gotesman)

#### Séries télévisées
- 2013 : Casting(s)
- 2020 : La Flamme
- 2022 : Le Flambeau : Les Aventuriers de Chupacabra

### En tant que producteur
- 2026 : Gourou de Yann Gozlan

## Théâtre

### Hors Comédie-Française
- 2007 et 2008 : Le Gars de Marina Tsvetaïeva, mise en scène Vladimir Pankov et Lucie Berelowitsch, Théâtre des Nations et Théâtre Meyerhold Moscou, Théâtre Les Ateliers Lyon
- 2007 et 2008 : Paroles d'acteurs, Variations d'après Jean-Luc Lagarce, mise en scène Julie Brochen, Théâtre de l'Aquarium, Théâtre National de Strasbourg
- 2008 : Wanted Petula de Fabrice Melquiot, mise en scène Emmanuel Demarcy-Mota, Comédie de Reims, Théâtre des Abbesses
- 2009 : Agatha de Marguerite Duras, mise en scène Charlotte Bucharles, Théâtre du Temps Paris
- 2009 : Wanted Petula de Fabrice Melquiot, mise en scène Emmanuel Demarcy-Mota, Comédie de Reims, Théâtre des Abbesses
- 2009 : Juillet d'Ivan Vyrypaïev, mise en scène Lucie Berelowitsch, Le Trident
- 2009 : Si près de Ceuta de et mise en scène Pierre Niney, Ciné 13 Théâtre
- 2010 : Juillet d'Ivan Vyrypaïev, mise en scène Lucie Berelowitsch, Théâtre National de Nice, La Filature, Théâtre du Nord
- 2010 : Wanted Petula de Fabrice Melquiot, mise en scène Emmanuel Demarcy-Mota, Théâtre des Abbesses, CDDB-Théâtre de Lorient
- 2010 : Bouli Année Zéro de Fabrice Melquiot, mise en scène Emmanuel Demarcy-Mota, Théâtre des Abbesses : Bouli
- 2012 : Si près de Ceuta de et mise en scène Pierre Niney, Théâtre de Vanves

### Comédie-Française
Pierre Niney est pensionnaire de la Comédie-Française du 16 octobre 2010 au 15 janvier 2015.
- 2010 : Un fil à la patte de Georges Feydeau, mise en scène Jérôme Deschamps, Salle Richelieu : Émile, l'homme en retard
- 2011 : Les Joyeuses Commères de Windsor de William Shakespeare, mise en scène Andrés Lima, Salle Richelieu : Fenton
- 2011 : L'Opéra de quat'sous de Bertolt Brecht, mise en scène Laurent Pelly, Salle Richelieu : Robert et un flic
- 2011 : Le Jeu de l'amour et du hasard de Marivaux, mise en scène Galin Stoev, Cent Quatre et Salle Richelieu : Mario
- 2012 : Erzuli Dahomey, déesse de l'amour de Jean-René Lemoine, mise en scène Éric Génovèse, Théâtre du Vieux Colombier : Frantz
- 2012 : Une histoire de la Comédie-Française de Christophe Barbier, mise en scène Muriel Mayette, Salle Richelieu : le 20e siècle
- 2012-2013 : Un chapeau de paille d'Italie d'Eugène Labiche, mise en scène Giorgio Barberio Corsetti, Salle Richelieu : Fadinard
- 2013 : Phèdre de Racine, mise en scène Michael Marmarinos : Hippolyte
- 2014 : Un chapeau de paille d'Italie d'Eugène Labiche, mise en scène Giorgio Barberio Corsetti : Fadinard

## Distinctions

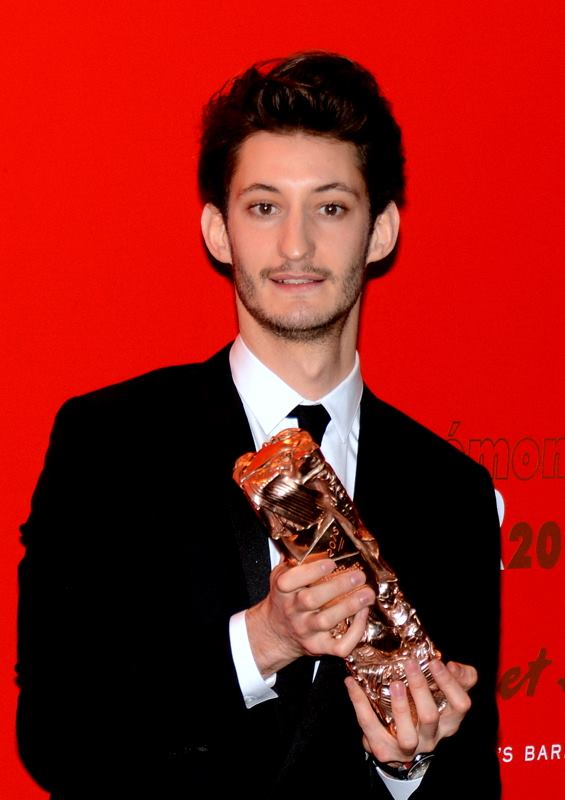
Pierre Niney à la cérémonie des César du cinéma 2015.

### Décorations
Chevalier de l'ordre des Arts et des Lettres (arrêté du 13 février 2015)

### Récompenses
- Prix Plaisir du théâtre de la révélation 2012[25]
- Festival du film de Cabourg 2012 : Swan d'Or de la révélation masculine
- Festival du film de Cabourg 2013 : Swan d'Or du meilleur acteur
- Prix Patrick-Dewaere 2014 pour Yves Saint Laurent
- César 2015 : meilleur acteur pour Yves Saint Laurent
- Globes de Cristal 2015 : meilleur acteur pour Yves Saint Laurent
- Festival du film de Sarlat 2017 : Prix d'interprétation masculine pour La Promesse de l'aube

### Nominations
- César 2012 : meilleur espoir masculin pour J'aime regarder les filles
- Prix Lumières 2013 : meilleur espoir masculin pour Comme des frères
- César 2013 : meilleur espoir masculin pour Comme des frères
- Prix Patrick-Dewaere 2012 pour Comme des frères
- César 2017 : meilleur acteur pour Frantz
- César 2022 : meilleur acteur pour Boîte noire
- Association des critiques de séries 2024 : meilleure performance 26′ pour Fiasco[26]
- César 2025 : meilleur acteur pour Le Comte de Monte-Cristo